# Индулекха

Индулекха (малаялам)

Индуле́кха (IAST: Indulekhā) — шестая из восьми главных гопи, известных как ашта-сакхи, в традиции поклонения Радхе и Кришне в гаудия-вайшнавизме.
Описывается, что Индулекха на три дня моложе Радхи, у неё смуглая кожа бронзоватого цвета и одета она в гранатовые одежды. Индулекха отличается горячим нравом и своеволием. Она посвящена в самые сокровенные вещи в любовных лилах Радхи и Кришны — она занимается передачей посланий между ними и прикладывает все усилия для того, чтобы увеличить влечение Радхи и Кришны друг к другу. Индулекха также обладает большими знаниями в науке о драгоценных камнях и хиромантии. Утверждается, что она родилась в деревне Анджанака в районе Вриндаваны. Её отца зовут Сагара, мать — Бела, а мужа — Дурбала.